# يوهان غوتهارد فون مولر
يوهان غوتهارد فون مولر (بالألمانية: Johann Gotthard von Müller)‏ هو نقاش أطباق نحاسية ‏ ألماني، وُلد في 4 مايو 1747 في Bernhausen ‏ في ألمانيا، وتوفي في 14 مارس 1830 في شتوتغارت في ألمانيا.